# 베네쇼프구

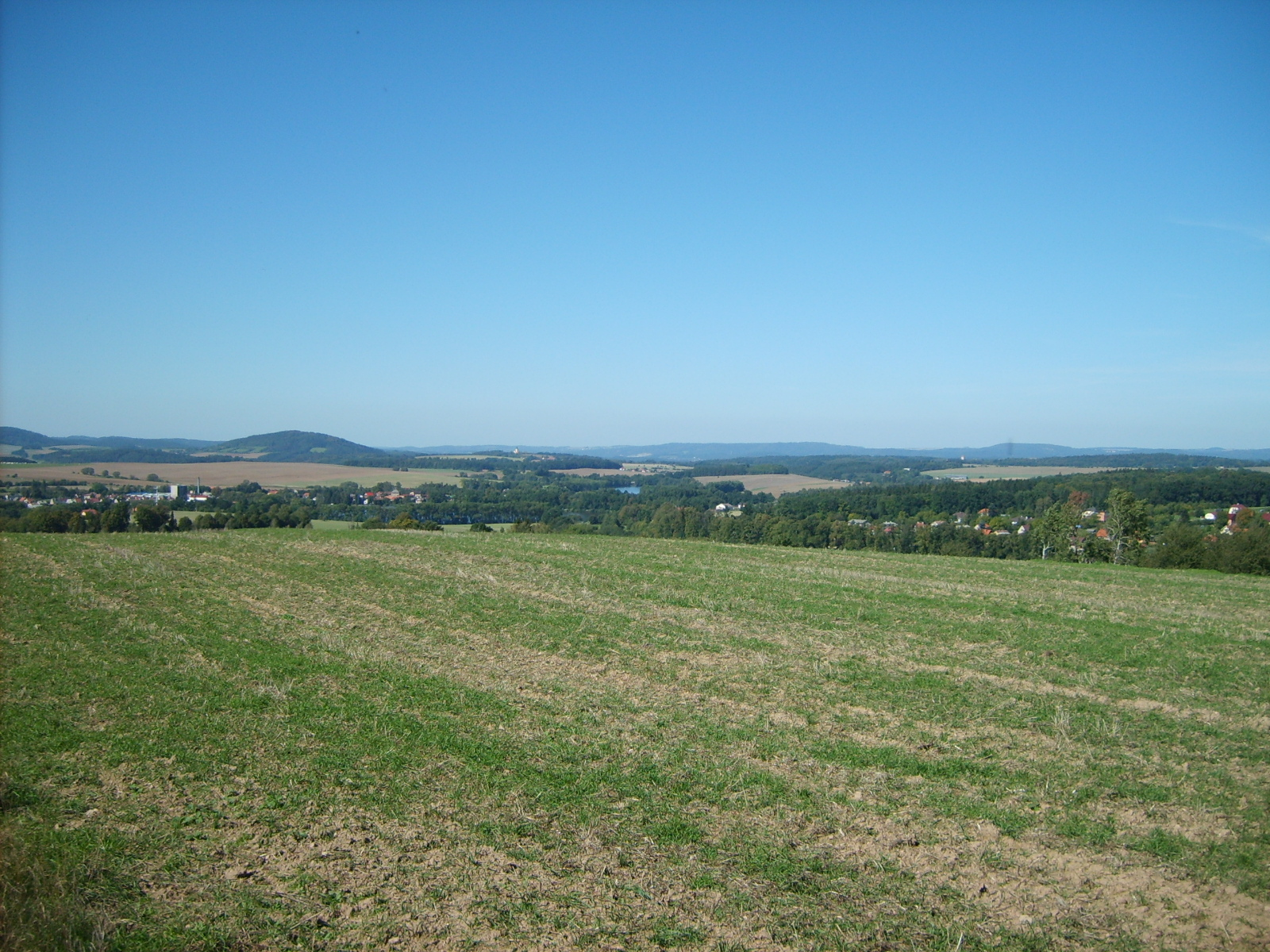
베네쇼프구의 농촌 풍경

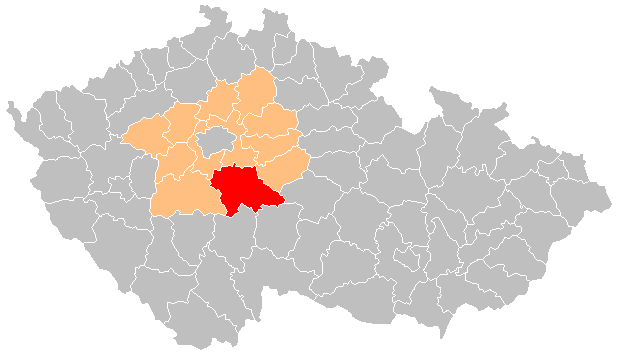
베네쇼프구의 위치

베네쇼프구(체코어: Okres Benešov)는 체코 중앙보헤미아주를 구성하는 12개 구 가운데 하나로 행정 중심지는 베네쇼프이며 면적은 1,474.69km2, 인구는 98,708명(2019년 1월 1일 기준), 인구 밀도는 67명/km2이다.
중앙보헤미아주 남부에 위치하며 114개 지방 자치체(20개 시, 94개 마을)를 관할한다. 중앙보헤미아주 프르지브람구, 서프라하구, 콜린구, 쿠트나호라구, 비소치나주 하블리치쿠프브로트구, 펠흐르지모프구, 남보헤미아주 타보르구와 접한다.